# Shunsuke Komamura
Shunsuke Komamura (jap. 駒村 俊介, Komamura Shunsuke; * 20. Mai 1979 in der Präfektur Niigata) ist ein ehemaliger japanischer Skilangläufer.

## Werdegang
Komamura nahm von 1996 bis 2012 an Wettbewerben der FIS teil. Sein erstes Weltcuprennen lief er im März 2002 in Stockholm, welches er auf dem 54. Platz im Sprint beendete. Im Jahr 2003 wurde er japanischer Meister über 50 km klassisch. Im Februar 2005 holte er in Reit im Winkl mit dem 20. Rang im Sprint seine ersten Weltcuppunkte. Dies war auch sein bestes Ergebnis in einem Weltcupeinzelrennen. Seine besten Platzierungen bei den nordischen Skiweltmeisterschaften 2005 in Oberstdorf waren der 22. Platz im 50-km-Massenstartrennen und der 14. Rang mit der Staffel. Bei den Olympischen Winterspielen 2006 in Pragelato belegte er den 59. Platz im 50-km-Massenstartrennen und den 43. Platz im Sprint. Bei den nordischen Skiweltmeisterschaften 2007 in Sapporo errang er den 41. Rang im 30-km-Skiathlonrennen, den 20. Platz im 50-km-Massenstartrennen und den 14. Platz mit der Staffel. Ab der Saison 2008/09 bis 2012 trat er vorwiegend beim Far East Cup an, den er 2009 auf dem zweiten Rang in der Gesamtwertung beendete.

## Siege bei Continental-Cup-Rennen
| Nr. | Datum           | Ort         | Disziplin       | Serie        |
| --- | --------------- | ----------- | --------------- | ------------ |
| 1.  | 6. Januar 2005  | Sapporo     | 10 km klassisch | Far East Cup |
| 2.  | 2. Februar 2009 | Pyeongchang | 10 km klassisch | Far East Cup |
| 3.  | 3. Februar 2009 | Pyeongchang | 15 km Freistil  | Far East Cup |

## Weltcup-Statistik
Die Tabelle zeigt die erreichten Platzierungen im Einzelnen.
- 1.–3. Platz: Anzahl der Podiumsplatzierungen
- Top 10: Anzahl der Platzierungen unter den ersten zehn
- Punkteränge: Anzahl der Platzierungen innerhalb der Punkteränge
- Starts: Anzahl gelaufener Rennen in der jeweiligen Disziplin
- Hinweis: Bei den Distanzrennen erfolgt die Einordnung gemäß FIS.

| Platzierung         | Distanzrennen a | Distanzrennen a | Distanzrennen a | Distanzrennen a | Distanzrennen a | Skiathlon Verfolgung | Sprint | Etappen- rennen b | Gesamt | Team c | Team c  |
| Platzierung         | ≤ 5 km          | ≤ 10 km         | ≤ 15 km         | ≤ 30 km         | > 30 km         | Skiathlon Verfolgung | Sprint | Etappen- rennen b | Gesamt | Sprint | Staffel |
| ------------------- | --------------- | --------------- | --------------- | --------------- | --------------- | -------------------- | ------ | ----------------- | ------ | ------ | ------- |
| 1. Platz            |                 |                 |                 |                 |                 |                      |        |                   |        |        |         |
| 2. Platz            |                 |                 |                 |                 |                 |                      |        |                   |        |        |         |
| 3. Platz            |                 |                 |                 |                 |                 |                      |        |                   |        |        |         |
| Top 10              |                 |                 |                 |                 |                 |                      |        |                   |        | 1      |         |
| Punkteränge         |                 |                 | 1               |                 |                 | 1                    | 1      |                   | 3      | 5      | 9       |
| Starts              |                 | 1               | 14              | 3               | 1               | 4                    | 15     |                   | 38     | 5      | 9       |
| Stand: Karriereende |                 |                 |                 |                 |                 |                      |        |                   |        |        |         |